# الصدع (رواية)
الصدع (بالإنجليزية: The Cleft)‏ هي رواية للكاتبة البريطانية الحائزة على جائزة نوبل دوريس ليسينغ، نشرت عام 2007، لأول مرة عن دار نشر فورث إستيت.

## روابط خارجية
- الصدع (رواية) على موقع الموسوعة البريطانية (الإنجليزية)